# Rubus tephrodes
Rubus tephrodes är en rosväxtart som beskrevs av Henry Fletcher Hance. Rubus tephrodes ingår i släktet rubusar, och familjen rosväxter.

## Underarter
Arten delas in i följande underarter:
- R. t. ampliflorus
- R. t. holadenus
- R. t. setosissimus